# MS Bolesław Bierut
MS Bolesław Bierut – drobnicowiec typu B-54 należący do Polskich Linii Oceanicznych. Był drugim dziesięciotysięcznikiem zbudowanym w gdańskiej stoczni. 
Podczas wodowania statku 19 kwietnia 1956 roku jego kadłub zatarł się i nie zszedł samodzielnie z pochylni (trzeba go było ściągnąć). Matką chrzestną statku została Aleksandra Jasińska-Kania, córka Bolesława Bieruta, który zmarł miesiąc wcześniej podczas pobytu w Moskwie. Pływał na linii wschodnioazjatyckiej. W latach 1967–1975 uwięziony na Wielkim Jeziorze Gorzkim wskutek zablokowania w czasie wojny sześciodniowej Kanału Sueskiego (wraz z innym polskim statkiem, MS Djakarta). Przedstawiciele Polskich Linii Oceanicznych uznali, że remont statku będącego w bardzo złym stanie technicznym po ośmioletnim areszcie jest nieopłacalny.
W 1975 roku został sprzedany armatorowi greckiemu, który zmienił mu imię na Fay III. W roku 1980 drobnicowiec został wycofany ze służby i zezłomowany.